# Lista de prefeitos de Joviânia
Lista de prefeitos do município de Joviânia.
Esta lista de prefeitos do município de Joviânia compreende todas as pessoas que tomaram posse definitiva da chefia do executivo municipal em Joviânia e exerceram o cargo como prefeitos titulares, além de prefeitos eleitos cuja posse foi em algum momento prevista pela legislação vigente. Prefeitos em exercício que substituíram temporariamente o titular não são considerados para a numeração.
A emancipação política de Joviânia ocorreu em 1958. Antes, o povoado de Boa Vista pertencia ao município de Goiatuba. Em 1953, Boa vista foi elevado a categoria de distrito de Goiatuba, recebendo o nome de Joviânia, e somente em 1958 foi reconhecido oficialmente como município. O primeiro prefeito foi nomeado em 1959, assumindo o cargo em 18 de janeiro de 1959.

## Prefeitos nomeados
| № | Prefeito                 | Prefeito | Período do governo (duração do governo)                  | Partido | Vice-prefeito(s) | Nomeador                 | Referências |
| - | ------------------------ | -------- | -------------------------------------------------------- | ------- | ---------------- | ------------------------ | ----------- |
| 1 | Ayron de Freitas Marques |          | 18 de janeiro de 1959 até 31 de janeiro de 1961 (2 anos) | PSD     |                  | José Ludovico de Almeida |             |

## Prefeitos eleitos por voto direto
| №  | Prefeito                                                             | Prefeito                                                  | Período do governo (duração do governo)                                    | Partido     | Vice-prefeito(s)                                                         | Eleição       | Ref.        |
| -- | -------------------------------------------------------------------- | --------------------------------------------------------- | -------------------------------------------------------------------------- | ----------- | ------------------------------------------------------------------------ | ------------- | ----------- |
| 1  | Jairo Borges de Oliveira (Joviânia, 1923– Goiatuba, 02.05.2015)      |                                                           | 31 de janeiro de 1961 até 30 de janeiro de 1966 (6 anos)                   | PSD         | Mauro Borges de Oliveira                                                 | 1960 (direta) | [ 3 ]       |
| 2  | Iraci Ferreira Marques                                               |                                                           | 31 de janeiro de 1966 até 31 de dezembro de 1969 (4 anos)                  | ARENA       | João Gomes Freitas                                                       | 1965 (direta) |             |
| 3  | Tércio Alves Portilho                                                |                                                           | 1º de janeiro de 1970 até 30 de janeiro de 1973 (3 anos)                   | MDB         | Edmon Oliveira Marques                                                   | 1969 (direta) |             |
| 4  | José de Pádua Resende (Nova Ponte, 29.06.1941– Joviânia, 25.06.2021) |                                                           | 31 de janeiro de 1973 até 30 de janeiro de 1977 (4 anos)                   | ARENA       | Saulo Gomes                                                              | 1972 (direta) |             |
| 5  | José Gomes Filgueira Neto                                            |                                                           | 31 de janeiro de 1977 até 31 de janeiro de 1983 (6 anos)                   | ARENA / PDS | Galeno Pires Barbosa                                                     | 1976 (direta) |             |
| 6  | Gilberto José de Oliveira                                            |                                                           | 1º de fevereiro de 1983 até 31 de dezembro de 1988 (6 anos)                | PMDB        | Haroldo Sabino dos Passos                                                | 1982 (direta) |             |
| 7  | Haroldo Sabino dos Passos (Morrinhos, 15.10.1940–)                   |                                                           | 1º de janeiro de 1989 até 31 de dezembro de 1992 (4 anos)                  | PMDB        | Airlon Bento Godoi                                                       | 1988 (direta) |             |
| 8  | Walter Watanabe                                                      |                                                           | 1º de janeiro de 1993 até 31 de dezembro de 1996 (4 anos)                  | PSDB        | Renato Olyntho Cândido de Souza                                          | 1992 (direta) |             |
| 9  | Renato Olyntho Cândido de Souza (Morrinhos, 12.10.1950–)             |                                                           | 1º de janeiro de 1997 até 31 de dezembro de 2000 (4 anos)                  | PSDB        | Altamiro Naves (Patrocínio, 23.10.1949–)                                 | 1996 (direta) | [ 4 ]       |
| 10 | Renato Olyntho Cândido de Souza (Morrinhos, 12.10.1950–)             |                                                           | 1º de janeiro de 2001 até 31 de dezembro de 2004 (4 anos)                  | PSDB        | Oliveiro Fernandes Filho                                                 | 2000 (direta) | [ 5 ]       |
| 11 | Romeu José Gonçalves, Coronel Romeu (Joviânia, 12.02.1959–)          |                                                           | 1º de janeiro de 2005 até 31 de dezembro de 2008 (4 anos)                  | PP          | Juscelino Fernandes da Silva (Pontalina, 28.08.1962–) (PMDB)             | 2004 (direta) | [ 6 ] [ 7 ] |
| 11 | Romeu José Gonçalves, Coronel Romeu (Joviânia, 12.02.1959–)          | 1º de janeiro de 2009 até 31 de dezembro de 2012 (4 anos) | Max Pereira Barbosa, Max da Maria do Galeno (Joviânia, 22.06.1965–) (PSDB) | PP          | 2008 (direta)                                                            | [ 8 ]         |             |
| 12 | Max Pereira Barbosa (Pontalina, 22.06.1965–)                         |                                                           | 1º de janeiro de 2013 até 31 de dezembro de 2016 (4 anos)                  | PSDB        | Vanderci Donizeti Ricioli, Nego Ricioli (Morro Agudo, 30.05.1971–) (DEM) | 2012 (direta) | [ 9 ]       |
| 12 | Max Pereira Barbosa (Pontalina, 22.06.1965–)                         | 1º de janeiro de 2017 até 31 de dezembro de 2020 (4 anos) | 2016 (direta)                                                              | PSDB        | Vanderci Donizeti Ricioli, Nego Ricioli (Morro Agudo, 30.05.1971–) (DEM) | [ 10 ]        |             |
| 13 | Renis Eustáquio Gonçalves, Renim (Joviânia, 29.04.1967–)             |                                                           | 1º de janeiro de 2021 até 31 de dezembro de 2024 (4 anos)                  | MDB         | Sebastião Donizete de Carvalho, Blusa Roxa (DEM) (Joviânia, 31.03.1961–) | 2020 (direta) | [ 5 ]       |
| 14 | Max Pereira Barbosa (Pontalina, 22.06.1965–)                         |                                                           | 1º de janeiro de 2021 até (Atualidade)                                     | PODE        | Roudison Sabino Muniz (Joviânia, 29.10.1960–) (PSD)                      | 2024 (direta) | [ 11 ]      |